# 燕宏远
燕宏远（1940年—），中华人民共和国翻译家、哲学家。

## 生平
河南省睢县人，1940年生，1964年毕业于北京外国语大学德语系。1964至1983年在中国社会科学院哲学研究所从事翻译和研究工作。曾先后任职于中国社会科学院哲学研究所党总支副书记（1975-1976年），《世界哲学》（前身是《哲学译丛》）编辑部副主任。之后调入山东社会科学院、山东师范大学和湖南师范大学。曾任湖南师范大学哲学系教授及外国哲学研究所所长，主持翻译黑格尔《宗教哲学讲演录》两卷。

## 作品
- 著作：《西方马克思主义新论》
- 主编：《当代哲学主流研究》、《当代英美哲学概论》、《著名马克思主义哲学家评传》
- 译著：《当代哲学主流》（合译）、卢卡奇《历史与阶级意识》（合译）、卢卡奇《小说理论》